# Нуса (Кировская область)
Нуса — деревня в Уржумском районе Кировской области в составе Лопьяльского сельского поселения.

## География
Находится на расстоянии примерно 21 километр на юг от районного центра города Уржум.

## История
Известна с 1802 года, когда здесь было учтено 24 ясашных душ (мужского пола). В 1873 году здесь было учтено дворов 26 и жителей 153, в 1905 50 и 371, в 1926 63 и 299 (286 мари), в 1950 57 и 251. В 1989 году учтен 201 житель.
Постоянное население составляло 194 человека (мари 94 %) в 2002 году, 153 в 2010.